# Paneuropeiska unionen

Paneuropeiska unionens ursprungliga flagga

Paneuropeiska unionen (engelska: The International Paneuropean Union) är en kristen partipolitiskt obunden sammanslutning av 36 medlemsföreningar i 29 länder i Europa.

## Historik
Paneuroparörelsen startades 1923 av österrikaren Richard von Coudenhove-Kalergi som samma år utgav skriften Paneuropa. Dess syfte var att genom ett närmare samarbete mellan Europas stater skapa förutsättningar för fred och välstånd. Paneuropeiska unionen med säte i Wien grundades några år senare. Snart startade man filialer i de flesta länder och avhöll flera konferenser, den största i Basel 1932. Tyngdpunkten för föreningen låg i Central- och Sydeuropa. I Frankrike hade man konkurrens från den av Aristide Briand grundade Ligue d'union européenne. I Sverige grundades Svenska föreningen för europeiskt samarbete (S.E.S.). Den franska rörelsen som hade sitt huvudkontor i Genève var länge den mest betydelsefulla. Efter Briands död blev Édouard Herriot Ligue d'union européennes främsta företrädare.
Skillnaden mellan de båda rörelserna låg i att medan Briand ansåg att alla Europas stater borde inkluderas, ansåg Coudenhove-Kalergi att Ryssland och Storbritannien inte borde komma med. Det förra landet för att det inte präglades av europeisk kultur, det senare för att Brittiska imperiet redan var en stormakt, och kunde komma att fungera som en medlande kraft mellan USA och Europa. Skillnaden låg även i synen på Versaillesfreden, medan Coudenhove-Kalergi ansåg att fredsfördraget efter första världskriget måste revideras, var det ingen bärande grund hos Briand.

## Länder
- Albanien
- Andorra
- Belgien
- Bosnien och Hercegovina
- Bulgarien
- Estland
- Finland
- Frankrike
- Italien
- Kosovo
- Kroatien
- Lettland
- Luxemburg
- Montenegro
- Nordmakedonien
- Polen
- Rumänien
- San Marino
- Schweiz
- Serbien
- Slovakien
- Slovenien
- Spanien
- Sverige
- Tjeckien
- Tyskland
- Ukraina
- Ungern
- Österrike